# Everyday of My Life
Everyday of My Life è il secondo album del cantante statunitense Michael Bolton, pubblicato nel 1976.

## Tracce
1. Rocky Mountain Way (Grace, Passarelli, Vitale, Joe Walsh) 4:21
2. If I Had Your Love (Bolotin) 3:49
3. Everyday Of My Life (Henderson) 3:27
4. You Mean More To Me (Bolotin) 3:35
5. Singin' The Blues (McCreary) 3:41
6. Dancing In The Street (Marvin Gaye, Hunter, Stevenson) 3:52
7. You Make Me Feel Like Lovin' You (Bolotin) 4:24
8. Common Thief (House) 3:22
9. These Eyes (Randy Bachman, Cummings) 3:34
10. You've Got The Love That I Need (Bolotin, Henderson) 3:24

## Formazione
- Michael Bolotin - voce, chitarra
- Billy Elworthy - chitarra
- Papa John Creach - violino
- Rev. Patrick Henderson - pianoforte
- Jan Mullaney - organista
- Gary Ferraro - basso
- Jay Michaels - batteria